# Šlomo Efrajim Lunčic
Šlomo Efrajim ben Aron Lunčic (Lunschitz), řečený též Kli Jakar (1550, Łęczyca – 21. února 1619), byl rabín, renesanční myslitel a komentátor Tóry. Byl vrchním pražským rabínem mezi léty 1604 až 1619, a nahradil tak v úřadu Maharala.

## Život
Narodil se v polském Lenczyku (německy Lunschitz) a studoval u slavného Solomona Lurii v Lublinu. Posléze působil jako roš ješiva na ješivě ve Lvově. Roku 1604 přichází do Prahy, kde byl jmenován vrchním rabínem namísto stařičkého Maharala. Tuto funkci v Praze zastával až do své smrti v roce 1619. Pochován je na Starém židovském hřbitově na Josefově.

## Dílo

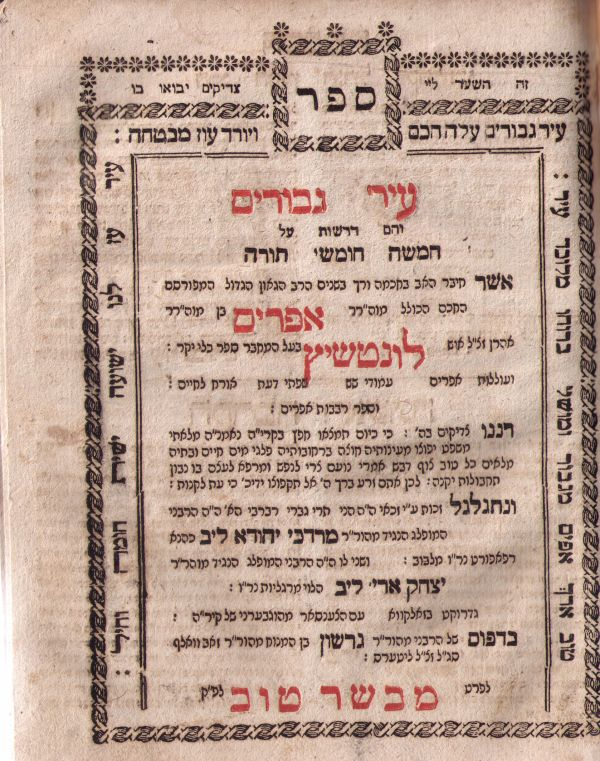
Titulní strana Lunčicova díla Ir giborim, vydaného r. 1799

Nejznámější Lunčicovou prací je homiletické dílo nazvané Kli jakar (כלי יקר‎, Drahé náčiní, název odkazuje ke Knize přísloví 20:15), poprvé vytištěno v Lublinu roku 1602. Toto dílo je dodnes součástí mnoha chumašů a je, především v ortodoxním židovském prostředí, dodnes velmi populární.
Lunčic je též autorem dvou kratších kajícných modliteb na památku pogromu, který postihl pražské židovské město roku 1611, druhého dne měsíce adaru podle židovského kalendáře.
Dále napsal:
- Ir giborim (Město silných, podle Knihy přísloví 21:22[3]), zahrnující Petichot u-še'arim (Vchody a brány) a dva soubory homilií k Tóře. Poprvé vydáno v Basileji r. 1580.
- Olelot Efrajim (Paběrkování Efrajimovo, podle knihy Soudců 8:2[4]), čtyři svazky kázání, vydáno v Lublinu r. 1590.
- Amudej šeš (Mramorové sloupy, podle Ester 1:6Est 1, 6 (Kral, ČEP)), kázání (Praha, 1617).[5]
- Siftej da'at (Rty poznání, také podle Knihy přísloví 20:15[2]), stylem i obsahem navazuje na Kli jakar, Praha 1610.
- Orach le-chajim (Cesta k životu, Kniha přísloví 10:17[6]), kázání pro šabat šuva a šabat ha-gadol, Lublin 1595.
- Rivevot Efrajim (Myriády Efrajima, Deuteronomium 33:17[7]), nebylo vydáno, je ale zmíněno v předmluvě k Orach le-chajim.